# Alfredo da Rocha Faria
Alfredo da Rocha Faria, segundo barão de Nioaque, (Montevidéu, 4 de dezembro de 1859 — Monte Carlo, 4 de janeiro de 1942) foi bacharel em Direito e nobre brasileiro.
Filho de Manuel Antônio da Rocha Faria, conde de Nioaque; e de Cecília Fernandes Braga, filha de Antônio Rodrigues Fernandes Braga, sobrinha do barão de Quaraim e irmã de Ana Joaquina Fernandes Braga, esta casada com o segundo barão de Andaraí.
Em 14 de setembro de 1885, na Fazenda Três Poços, em Barra Mansa, Rio de Janeiro, casou-se com Cecília Helena Monteiro de Barros, filha de Maria Eugênia Monteiro de Barros, condessa de Monteiro de Barros, e neta de Lucas Antônio Monteiro de Castro, segundo barão de Congonhas do Campo. Desta união nasceram:
1. Carlos Eduardo Emanuel da Rocha Faria de Nioaque, casado com Flora Franco de Lacerda Soares, filha de José de Lacerda Soares;
2. Roberto Emanuel da Rocha Faria de Nioaque (Rio de Janeiro, 29 de agosto de 1888 — São Paulo, 15 de agosto de 1912);
3. Gastão de Nioaque (Paris, 18 de abril de 1894 — Leysin, 24 de maio de 1911).[1]

Moço fidalgo da Casa Imperial, recebeu a comenda da Ordem de Nossa Senhora da Conceição de Vila Viçosa.

## Brasão de armas
Escudo ibérico de goles com uma torre de argente, aberta e iluminada de sable, acompanhada de cinco flores-de-lis de argente, sendo: três em chefe e uma em cada flanco. Coronel de barão. Listel de argente com a divisa: POTIVS MORI QVAM FIDEM FALERE (antes morrer do que faltar à palavra), em letras e goles.